# Joan Baca i Pericot
Joan Baca i Pericot (Terrassa, 1934), conegut com a Jan Baca, és un arquitecte, dibuixant, director de cinema amateur i escriptor català, fill del també arquitecte Joan Baca i Reixach.

## Biografia
Arquitecte de professió, el 1956 s'inicià en la realització amb el pèrit industrial Toni Garriga i Gimferrer, amb qui ha rodat 54 curtmetratges. El 1958 realitzaren Dos quarts de cinc (medalla d'honor del Concurs Nacional del CEC i seleccionat per al concurs anual de la UNICA). Fou el principi d'una llarga i brillant trajectòria que al final del 2002 presentava un balanç de 59 títols, alguns sota la marca Pinchus Films; 16 medalles d'or i 10 d'argent de la UNICA, i altres guardons rebuts a Catalunya, l'Estat espanyol i l'estranger. El 1978, Baca i Garriga presentaren una mostra de la seva obra a la Photokina de Colònia. Cultivaren els gèneres d'animació (amb els quals es donaren a conèixer) i l'argumental, i feren notables incursions en el documental. La col·laboració entre ambdós s'ha mantingut indissoluble, tot i que Garriga ha rodat també pel seu compte. Baca és membre del Comitè Central de la UNICA des del 1976, de la Secció de Cinema Amateur del CEC i d'ASIFA-Catalunya, i impartí un curset a l'Institut Nacional Argentí de Cinematografia com a professor convidat (1986).
També s'ha dedicat al dibuix i a la literatura: La casa a mida (premi Pere Quart d'humor i sàtira 1994).

## Obres

### Filmografia[4]
Curtmetratges en col·laboració amb Toni Garriga:
- Dos quarts de cinc (1958)

- Això teu, això meu (1965, curtmetratge d'animació).
- Maternasis (1968, curtmetratge d'animació.).
- Un homenot, Josep Pla (1969-70, curtmetratge documental).
- Sex (1970, curtmetratge d'animació; amb el pseudònim de Guillem Alcover).
- Hàbitat (1971, curtmetratge d'animació).
- L'home de la poma (1972, curtmetratge d'animació).
- La porta (1974, CM).
- Blanc i negre (1974, curtmetratge d'animació).
- La balada de Women's Lib (1975, curtmetratge d'animació).
- La frontera (1977, MM).
- Booum! (1978, curtmetratge d'animació).
- Joan Miró (curtmetratge documental).
- Retrat (1978-79, CM).
- Entre silencis (1979, MM).
- Tere "Primavera-Verano" (1980, CM).
- Cinc figures (1980-81, MM).
- La fugida (1981, curtmetratge documental).
- Cruïlles (1981-82, CM).
- Miratges (1983, MM).
- Naufragi (1984, MM).
- Exterior dia, interior nit (1985, CM).
- Els trets (1986, MM).
- Cadell blues (1989, CM; amb el pseudònim d'Els Almogàvers).
- Un casament (1990, CM; amb el pseudònim d'Els Almogàvers).
- Accident (1992, CM; amb el pseudònim de Huston, Sirk & Cª).
- Dies de guerra (1994, MM; amb el pseudònim de Cavall de Troia).
- Assaig (1995, curtmetratge documental; amb el pseudònim de Mastervídeo).
- Una dona (1996, CM; amb el pseudònim de Jules & Jim).
- Cómo escribir cartas de amor (1997, MM; amb el pseudònim de Licantrop Ltd.).
- Del costat de l'ombra (1999, MM; amb el pseudònim de Wizard of Oz).
- Dancing (2001, MM; amb el pseudònim de Let’s Do It).
- Un toc de gris (2002, CM; amb el pseudònim de Thelma & Louise).
- Les germanes (2003, MM; amb el pseudònim de Davis & Crawford).

### Llibres
- La casa a mida (1994), Premi Pere Quart d'humor i sàtira de 1994[5]
- La increïble aventura de viure a redós (2018)[6]